# ペンタの空
ペンタの空（ペンタのそら）は、1991年夏に東宝系にて公開された劇場用邦画である。

## あらすじ
和歌山県在住の少年が、偶然アデリーペンギンの卵を手にし、孵化に成功させる。しかし、自然に帰してやりたくなり、南極への旅に出る。中南米では、現地の貧困な少年たちから強盗されたりする。成人した市川亮太の少年時代の回想という構成を取る。

## キャスト
- 市川亮太：山下規介
- 市川亮太（少年時代）：八百坂圭祐
- 市川亮太郎：高品格
- 市川勇子：池波志乃
- 市川定之：中田浩二
- 市川紀子：青木麻衣子
- 中平宗一：左とん平
- 中平真梨子：原田和美
- 坂井和代：宇江佐りえ
- ケーリー川上：ケント・デリカット
- 田淵健人：目黒祐樹
- 大滝サキ：根岸明美
- 三崎里子：加賀まりこ
- 名和慶子

## スタッフ
- 監督：永田貴士
- 脚本：岡部俊夫、升本由喜子、永田貴士
- 音楽：重実徹
- テーマソング：ジュリア・フォーダム「メルト」
- 撮影：菱田誠、安西清、遠藤茂
- 照明：岩木保夫
- 録音：甲斐匡
- 整音：小野寺修
- 編集：鈴木晄
- 助監督：中井俊夫
- 音響効果：斉藤昌利
- キャラクターデザイン：佐々木清明
- 人形製作：行平久子
- MA：にっかつスタジオセンター
- 現像：IMAGICA
- スタジオ：にっかつ撮影所
- 国内ロケ協力：和歌山県商工労働部観光課、南紀白浜アドベンチャーワールド、白浜町立北富田小学校、白浜観光協会、那智勝浦観光協会、中辺路農業協同組合 ほか
- 海外ロケ協力：MWN Production Agency、Sun Promotions Hawaii inc、Focus Producciones audiovisuales、カラビネーロス・デ・チレ、チリ空軍、アルゼンチン空軍、アルゼンチン陸軍、アルゼンチン海軍 ほか
- 協賛：SAVE THE EARTH「ペンタの空」支援委員会
- 賛助：カネイチ株式会社
- プロデューサー：扇谷良廣
- 製作：サンプロデュース
- 配給：東宝